# Lohbach (Feilebach)
Der Lohbach ist ein rechter Zufluss des Feilebachs im Vogtlandkreis im Freistaat Sachsen.

## Details
Der Lohbach gehört zum Flusssystem der Elbe. Der etwa 3,8 km lange Bach entspringt rund einen Kilometer westlich von Bösenbrunn, fließt anschließend nach Norden und an der Straße von Bösenbrunn nach Dröda. In der Ortslage macht der Bach einen Bogen, um den sich das Dorf befindet, um 400 m nach Südwesten in die Talsperre Dröda zu fließen. Er mündet in Dröda auf einer Höhe von 396 m in den aufgestauten Feilebach.